# Бойкинс, Эрл
Эрл Бойкинс (англ. Earl Boykins, родился 2 июня 1976 года, Кливленд, штат Огайо, США) — американский профессиональный баскетболист, выступавший в Национальной баскетбольной ассоциации. При росте 165 см он — второй самый низкий баскетболист в истории НБА после Магси Богза, чей рост составляет 160 см. Согласно источнику в НБА, он весит 60 кг.

## Биография

### В школе
Бойкинс учился и играл в баскетбол за Кливлендскую Центральную Католическую Среднюю Школу, которая находится в Славянском районе Кливленда.

### В университете
с 1994 года по 1998 год Бойкинс выступает за баскетбольную команду Восточного Мичиганского университета. За это время его включали в символическую сборную All-Mid-American Conference. Также на 4-м курсе в мужском чемпионате 1-го дивизиона NCCA Бойкинс был вторым по результативности, набирая в среднем 26,8 очка за игру. Ему принадлежит рекорд по количеству результативных передач (624) Восточного Мичиганского университета.

### НБА
Бойкинс не был выбран на драфте НБА, однако часто заключал краткосрочные контракты с некоторыми командами. Больше всего времени он провел в клубе «Денвер Наггетс», он выступал там с сезона 2003/04 до середины сезона 2006/07. 11 ноября 2004 года Бойкинс набрал 32 очка в победной игре против «Детройт Пистонс» (117—109). Благодаря этому результату он стал самым маленьким игроком в НБА, который смог набрать 30 или больше очков за одну игру.

### Поездка в Италию
После окончания сезона НБА 2007/08 Бойкинс становится свободным агентом. Вместо продолжения карьеры в НБА, Эрл решил уехать в Европу. Там он подписал однолетний контракт на $3,5 миллионов с клубом «Виртус Болонья», выступающим в Национальной Итальянской лиге. Однолетний контракт сделал Бойкинса самым высокооплачиваемым игроком в итальянском чемпионате. К тому же по контракту Бойкинс получал деньги от болонских спонсоров и различных продаж, что запрещено в НБА из-за ограничений на зарплату игрокам.
26 декабря 2008 года было объявлено генеральным менеджером клуба «Виртус» Клаудио Сабатини о том, что Бойкинс исключен из клуба, так как нарушил правила клуба, когда вылетел в США, чтобы проведать больного сына. Однако днями позже было объявлено о том, что Бойкинс остается в клубе. В итоге в июне 2009 года он уходит из «Виртус».

### Возвращение в НБА
В ноябре 2009 года он подписывает контракт с клубом НБА «Вашингтон Уизардс». Бойкинс пришёлся тогда как нельзя кстати для Вашингтон Уизардс, так как защитники Гилберт Аринас и Джаварис Криттентон были отстранены от игр до конца сезона из-за обвинений в хранении оружия, которое они пронесли в раздевалку. 2 декабря 2009 года в игре против «Милуоки Бакс» Бойкинс забросил 2 важных штрафных броска, которые принесли «Уизардс» победу.
19 августа 2010 года «Бакс» подписали с ним контракт на один год.

## Статистика

### Статистика в НБА
| Сезон                                                                                    | Команда      | Регулярный сезон | Регулярный сезон | Регулярный сезон | Регулярный сезон | Регулярный сезон | Регулярный сезон | Регулярный сезон | Регулярный сезон | Регулярный сезон | Регулярный сезон | Регулярный сезон | Серия плей-офф | Серия плей-офф | Серия плей-офф | Серия плей-офф | Серия плей-офф | Серия плей-офф | Серия плей-офф | Серия плей-офф | Серия плей-офф | Серия плей-офф | Серия плей-офф |
| Сезон                                                                                    | Команда      | GP               | GS               | MPG              | FG%              | 3P%              | FT%              | RPG              | APG              | SPG              | BPG              | PPG              | GP             | GS             | MPG            | FG%            | 3P%            | FT%            | RPG            | APG            | SPG            | BPG            | PPG            |
| ---------------------------------------------------------------------------------------- | ------------ | ---------------- | ---------------- | ---------------- | ---------------- | ---------------- | ---------------- | ---------------- | ---------------- | ---------------- | ---------------- | ---------------- | -------------- | -------------- | -------------- | -------------- | -------------- | -------------- | -------------- | -------------- | -------------- | -------------- | -------------- |
| 1998/99                                                                                  | Нью-Джерси   | 5                | 0                | 10,2             | 47,6             | 20,0             | -                | 0,8              | 1,2              | 0,2              | 0,0              | 4,2              | Не участвовал  | Не участвовал  | Не участвовал  | Не участвовал  | Не участвовал  | Не участвовал  | Не участвовал  | Не участвовал  | Не участвовал  | Не участвовал  | Не участвовал  |
| 1998/99                                                                                  | Кливленд     | 17               | 0                | 10,0             | 34,5             | 15,4             | 66,7             | 0,8              | 1,6              | 0,3              | 0,0              | 2,6              | Не участвовал  | Не участвовал  | Не участвовал  | Не участвовал  | Не участвовал  | Не участвовал  | Не участвовал  | Не участвовал  | Не участвовал  | Не участвовал  | Не участвовал  |
| 1999/00                                                                                  | Кливленд     | 25               | 0                | 10,1             | 47,3             | 40,0             | 78,3             | 1,0              | 1,8              | 0,5              | 0,0              | 5,3              | Не участвовал  | Не участвовал  | Не участвовал  | Не участвовал  | Не участвовал  | Не участвовал  | Не участвовал  | Не участвовал  | Не участвовал  | Не участвовал  | Не участвовал  |
| 1999/00                                                                                  | Орландо      | 1                | 0                | 8,0              | 75,0             | -                | -                | 1,0              | 3,0              | 0,0              | 0,0              | 6,0              | Не участвовал  | Не участвовал  | Не участвовал  | Не участвовал  | Не участвовал  | Не участвовал  | Не участвовал  | Не участвовал  | Не участвовал  | Не участвовал  | Не участвовал  |
| 2000/01                                                                                  | Клипперс     | 10               | 0                | 14,9             | 39,7             | 12,5             | 82,4             | 1,1              | 3,2              | 0,5              | 0,0              | 6,5              | Не участвовал  | Не участвовал  | Не участвовал  | Не участвовал  | Не участвовал  | Не участвовал  | Не участвовал  | Не участвовал  | Не участвовал  | Не участвовал  | Не участвовал  |
| 2001/02                                                                                  | Клипперс     | 68               | 2                | 11,2             | 40,0             | 31,0             | 77,0             | 0,8              | 2,1              | 0,3              | 0,0              | 4,1              | Не участвовал  | Не участвовал  | Не участвовал  | Не участвовал  | Не участвовал  | Не участвовал  | Не участвовал  | Не участвовал  | Не участвовал  | Не участвовал  | Не участвовал  |
| 2002/03                                                                                  | Голден Стэйт | 68               | 0                | 19,4             | 42,9             | 37,7             | 86,5             | 1,3              | 3,3              | 0,6              | 0,1              | 8,8              | Не участвовал  | Не участвовал  | Не участвовал  | Не участвовал  | Не участвовал  | Не участвовал  | Не участвовал  | Не участвовал  | Не участвовал  | Не участвовал  | Не участвовал  |
| 2003/04                                                                                  | Денвер       | 82               | 3                | 22,5             | 41,9             | 32,2             | 87,7             | 1,7              | 3,6              | 0,6              | 0,0              | 10,2             | 5              | 0              | 24,0           | 44,4           | 35,7           | 85,7           | 2,4            | 3,8            | 1,0            | 0,2            | 13,4           |
| 2004/05                                                                                  | Денвер       | 82               | 5                | 26,4             | 41,3             | 33,7             | 92,1             | 1,7              | 4,5              | 1,0              | 0,1              | 12,4             | 5              | 1              | 30,4           | 39,7           | 0,0            | 89,5           | 1,0            | 3,8            | 0,8            | 0,2            | 14,2           |
| 2005/06                                                                                  | Денвер       | 60               | 0                | 25,7             | 41,0             | 34,6             | 87,4             | 1,4              | 3,8              | 0,8              | 0,1              | 12,6             | 5              | 0              | 28,0           | 32,2           | 21,1           | 76,5           | 1,4            | 4,0            | 0,8            | 0,0            | 11,0           |
| 2006/07                                                                                  | Денвер       | 31               | 4                | 28,3             | 41,3             | 37,3             | 90,8             | 2,0              | 4,3              | 0,8              | 0,1              | 15,2             | Не участвовал  | Не участвовал  | Не участвовал  | Не участвовал  | Не участвовал  | Не участвовал  | Не участвовал  | Не участвовал  | Не участвовал  | Не участвовал  | Не участвовал  |
| 2006/07                                                                                  | Милуоки      | 35               | 19               | 33,0             | 42,7             | 41,9             | 88,6             | 2,2              | 4,5              | 0,9              | 0,0              | 14,0             | Не участвовал  | Не участвовал  | Не участвовал  | Не участвовал  | Не участвовал  | Не участвовал  | Не участвовал  | Не участвовал  | Не участвовал  | Не участвовал  | Не участвовал  |
| 2007/08                                                                                  | Шарлотт      | 36               | 0                | 16,0             | 35,5             | 31,8             | 83,1             | 0,9              | 2,7              | 0,4              | 0,0              | 5,1              | Не участвовал  | Не участвовал  | Не участвовал  | Не участвовал  | Не участвовал  | Не участвовал  | Не участвовал  | Не участвовал  | Не участвовал  | Не участвовал  | Не участвовал  |
| 2009/10                                                                                  | Вашингтон    | 67               | 1                | 16,6             | 42,7             | 31,7             | 86,5             | 1,1              | 2,6              | 0,4              | 0,0              | 6,6              | Не участвовал  | Не участвовал  | Не участвовал  | Не участвовал  | Не участвовал  | Не участвовал  | Не участвовал  | Не участвовал  | Не участвовал  | Не участвовал  | Не участвовал  |
| 2010/11                                                                                  | Милуоки      | 57               | 0                | 15,1             | 44,3             | 38,0             | 84,1             | 1,0              | 2,5              | 0,7              | 0,1              | 7,2              | Не участвовал  | Не участвовал  | Не участвовал  | Не участвовал  | Не участвовал  | Не участвовал  | Не участвовал  | Не участвовал  | Не участвовал  | Не участвовал  | Не участвовал  |
| 2011/12                                                                                  | Хьюстон      | 8                | 0                | 13,8             | 33,3             | 22,2             | 86,7             | 1,4              | 2,1              | 0,1              | 0,0              | 4,9              | Не участвовал  | Не участвовал  | Не участвовал  | Не участвовал  | Не участвовал  | Не участвовал  | Не участвовал  | Не участвовал  | Не участвовал  | Не участвовал  | Не участвовал  |
|                                                                                          | Всего        | 652              | 34               | 19,9             | 41,7             | 34,8             | 87,6             | 1,3              | 3,2              | 0,6              | 0,1              | 8,9              | 15             | 1              | 27,5           | 38,9           | 22,5           | 83,7           | 1,6            | 3,9            | 0,9            | 0,1            | 12,9           |
| Наведите курсор мыши на аббревиатуры в заголовке таблицы, чтобы прочесть их расшифровку. |              |                  |                  |                  |                  |                  |                  |                  |                  |                  |                  |                  |                |                |                |                |                |                |                |                |                |                |                |

### Статистика в NCAA
| Сезон | Команда        | Conf  | Class | GP  | GS | MPG  | FG%  | 3P%  | FT%  | RPG | APG | SPG | BPG | PPG  |
| --- | -------------- | ----- | ----- | --- | -- | ---- | ---- | ---- | ---- | --- | --- | --- | --- | ---- |
| 1994/95 | Истерн Мичиган | MAC   | FR    | 30  | 30 | 32,5 | 41,3 | 34,3 | 70,3 | 2,4 | 4,5 | 1,7 | 0,1 | 12,5 |
| 1995/96 | Истерн Мичиган | MAC   | SO    | 31  | 31 | 33,3 | 43,2 | 30,7 | 80,4 | 2,3 | 5,8 | 1,9 | 0,1 | 15,5 |
| 1996/97 | Истерн Мичиган | MAC   | JR    | 32  |    | 36,3 | 42,3 | 30,0 | 85,2 | 2,1 | 4,6 | 1,9 | 0,0 | 19,1 |
| 1997/98 | Истерн Мичиган | MAC   | SR    | 29  |    | 36,9 | 47,2 | 40,7 | 81,6 | 2,3 | 5,5 | 1,9 | 0,1 | 25,7 |
| Всего | Всего          | Всего | Всего | 122 | 61 | 34,8 | 43,9 | 35,3 | 80,3 | 2,3 | 5,1 | 1,8 | 0,1 | 18,1 |
| Наведите курсор мыши на аббревиатуры в заголовке таблицы, чтобы прочесть их расшифровку Статистика приведена с сайта sports-reference.com |                |       |       |     |    |      |      |      |      |     |     |     |     |      |